# Ulla-Britt Söderlund
Ulla-Britt Söderlund (ur. 12 sierpnia 1943 w Växjö; zm. 21 lipca 1985 w Kopenhadze) – szwedzka projektantka kostiumów filmowych. Pracowała na planie ponad 20 filmów powstałych w Szwecji, Danii i Anglii. Zdobywczyni Oscara za najlepsze kostiumy do filmu Barry Lyndon (1975) Stanleya Kubricka (wraz z Mileną Canonero).
Jej fabularnym debiutem kostiumograficznym był kultowy Głód (1966) Henninga Carlsena, adaptacja powieści Knuta Hamsuna. Następnie Söderlund pracowała dla wielu znakomitych skandynawskich reżyserów, m.in. Gabriela Axela, Mai Zetterling, Jana Troella czy Hansa Alfredsona.

## Filmografia
- 1966: Głód (Sult)
- 1966: Nu stiger den
- 1967: Czerwony płaszcz (Den røde kappe)
- 1967: Ludzie spotykają się i miła muzyka rodzi się w sercach (Människor möts och ljuv musik uppstår i hjärtat)
- 1968: Doktor Glas
- 1968: Dziewczęta (Flickorna)
- 1969: Midt i en jazztid
- 1971: Emigranci (Utvandrarna)
- 1971: Tandlæge på sengekanten
- 1971: Med kærlig hilsen
- 1972: Takt og tone i himmelsengen
- 1972: Osadnicy (Nybyggarna)
- 1972: Præsten i Vejlby
- 1975: Bejleren - en jydsk røverhistorie
- 1975: Barry Lyndon
- 1976: Den korte sommer
- 1976: Spøgelsestoget
- 1976: Drömmen om Amerika
- 1977: Jorden er flad
- 1977: Uppdraget
- 1977: Hærværk
- 1978: Lille spejl
- 1978-79: Matador - 12 odcinków serialu TV
- 1981: Jeppe på bjerget
- 1982: Prostoduszny morderca (Den enfaldige mördaren)